# Hrabstwo Palo Alto

Piramida wieku hrabstwa

Hrabstwo Palo Alto – hrabstwo położone w USA w stanie Iowa z siedzibą w mieście Emmetsburg.

## Miasta i miejscowości
| - Ayrshire - Curlew | - Cylinder - Emmetsburg | - Graettinger - Mallard | - Rodman - Ruthven |

## Sąsiednie hrabstwa
- Hrabstwo Emmet
- Hrabstwo Kossuth
- Hrabstwo Pocahontas
- Hrabstwo Clay

## Drogi główne
- U.S. Highway 18
- Iowa Highway 4
- Iowa Highway 15